# Rupià
Rupià ist eine Gemeinde in der autonomen Region Katalonien in Spanien in der Provinz Girona mit 330 Einwohnern (Stand: 2024). Neben dem Hauptort Rupià gehören die Ortschaften Sobrevila und La Talaia.

## Lage
Rupià liegt etwa 23 Kilometer ostnordöstlich von Girona und etwa 100 Kilometer nordöstlich von Barcelona nahe der Costa Brava in einer Höhe von ca. 65 m. 

## Bevölkerungsentwicklung
| Jahr      | 1970 | 1981 | 1991 | 2001 | 2011 | 2021 |
| Einwohner | 292  | 246  | 199  | 182  | 245  | 294  |

## Sehenswürdigkeiten

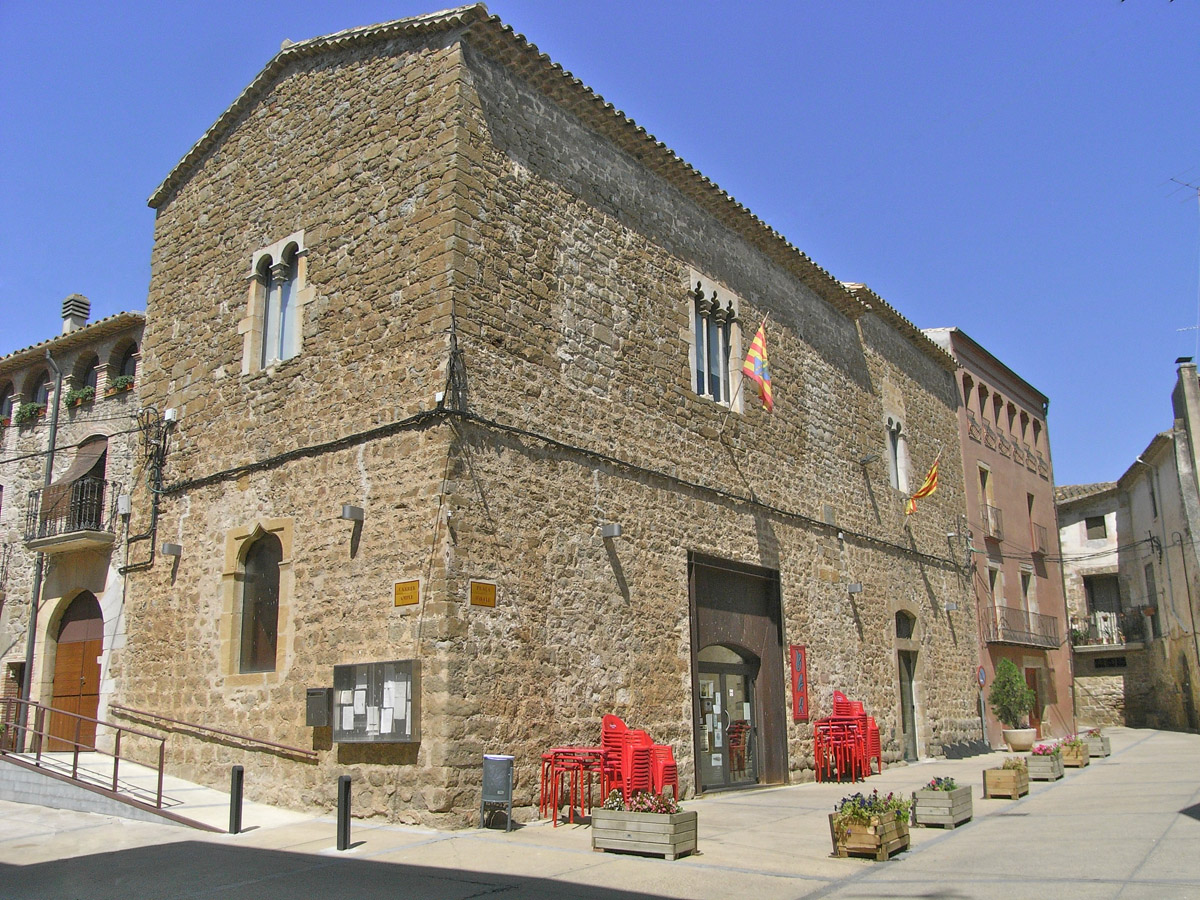
Burganlage, heutiges Rathaus
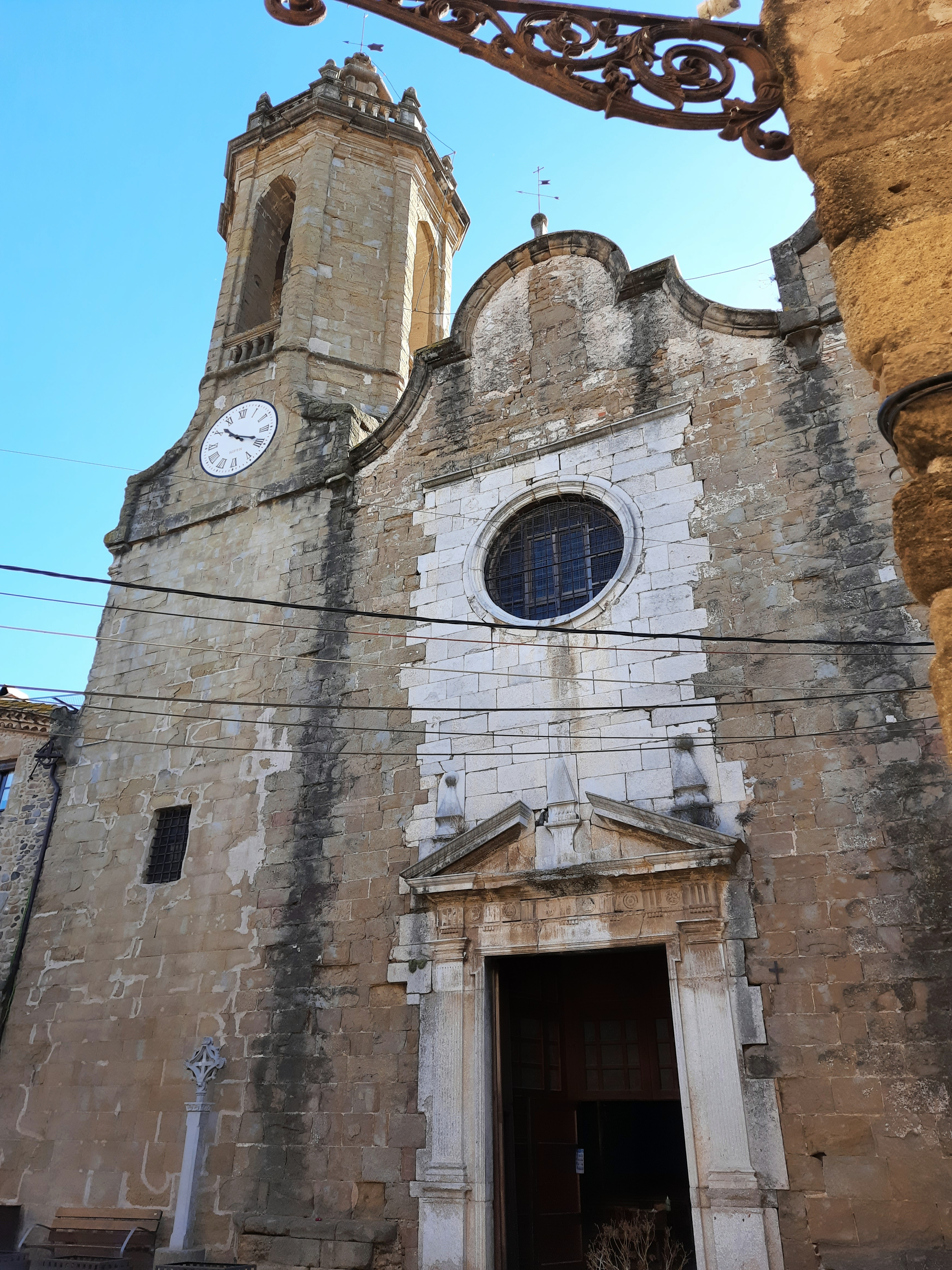
Vinzenzkirche

- Burganlage, heutiges Rathaus
- Vinzenzkirche